# ラグビーリーグセブンズ
ラグビーリーグセブンズ（英: Rugby league sevens、セブンズ）は、7人制のラグビーリーグフットボールである（ラグビーリーグは通常13人制で行われる）。ルールは大体は13人制と同じであるが、いくつかの変更点があり試合時間も短い。試合時間が短いため大会を一日あるいは週末で行うことが可能なため、大抵フェスティバルでプレーされる。
クラブチームと共に、ラグビーリーグセブンズは特に13人制のための選手（13人と控え4人）を揃えることが困難な職場やパブのパトロンによって結成された社会人チームで人気がある。ラグビーユニオンのセブンズと区別するために9人制のラグビーリーグナインズを好む大会もある。

## 歴史
7人制ラグビー（ラグビーセブンズ）は、1883年に、スコティッシュ・ボーダーズ、メルローズのネッド・ヘイグによって考案された。これは、1895年のラグビーフットボールの分裂のわずか10年強前のことである。しかしながら、1920年以前はラグビーセブンズはスコットランドの外へは広まらなかった。
初のラグビーリーグセブンズの大会は1961年にオーストラリアで開催された。
主要な大会はオーストラリア、シドニーでナショナルラグビーリーグ (NRL) のシーズン開幕に先立って行われるワールドセブンズであった。この大会は2004年より後に休止しているが、ラグビーリーグセブンズは世界中でジュニアから代表まで様々なレベルでプレーされている。また、選手の技術を向上させるためや、ラグビーリーグの振興のためのよい道具であると考えられている。

## 競技場
セブンズは、「国際競技規則」第一節で定義されている標準的なラグビーリーグ場で行われる。

## チーム
チームは3人のフォワード、1人のハーフバック、3人のバックスから成る 。

## ルール
セブンズは一部例外を除いて13人制ラグビーリーグ規則に従う。それぞれの国は国内の大会で国際ラグビーリーグ規則の修正版を採用する自由がある。その結果、ラグビーリーグセブンズの規則を国によって異なる場合がある。
試合は前後半7分で行われる。1チーム12人で交替は無制限である。セブンズでは、それぞれ3人のフォワードによってスクラムを組む。ゴールへのキックは全てドロップキックで行われる。得点後のタップキックによるリスタートは得点をしていない側によって行われる 。
ワールド・セブンズでは通常7分ハーフで行われ、準決勝は引き分けの場合は延長戦があり。決勝は10分ハーフで行われる。2004年は、タックルの制限が6回から4回に減らされた。

## 主要なセブンズのフェスティバル
- ワールドセブンズは2004年より後に休止している[6][7]。
- 俳優のラッセル・クロウはニューサウスウェールズ州のCoffs HarbourでOrara Valley Axemen Sevens Tournamentを主催した[7]。